# Нес, Ян Янссе ван
Ян Янссе ван Нес (нидерл. Jan Jansse van Nes; апрель 1631 года, Роттердам — июнь 1680 года, Роттердам) — нидерландский адмирал XVII века.

## Биография
Ян ван Нес был крещён 23 апреля 1631 года в Роттердаме как сын капитана Яна Якобса ван Неса-младшего (по прозвищу «молодой фермер Яап»), который был братом капитана Яна Якобса ван Неса-старшего («старый фермер Яап»).
Вместе со своим братом Артом Янссе он служил с 6 января 1652 года на корабле от своего отца, Gelderland, в звании лейтенанта, а затем в начале Первой англо-голландской войны был интернирован французами в порту Ла-Рошели. В августе отец умер, и его брат стал капитаном. Ян не получил повышение во время этой войны.
Во время Северной войны Ян, всё ещё пребывавший в звании лейтенанта, был назначен 16 апреля 1658 года на Eendragt, флагманский корабль лейтенант-адмирала Якоба ван Вассенара Обдама. 10 декабря 1659 года, когда Эгберт Бартоломеус Кортенар был произведён в вице-адмиралы, он стал флаг-капитаном вместо него, но вскоре он был переведен на другое судно.
В 1664 году Ян ван Нес вместе со своим братом несли службу на флоте де Рюйтера, который отбил у англичан фактории в Западной Африке и далее пересёк океан для карательной экспедиции в Северной Америке. Оба брата, должно быть, были личными друзьями де Рюйтера. Во время последующей Второй англо-голландской войны он 24 февраля 1666 года был назначен контр-адмиралом Адмиралтейством Мааса. Его флагманским кораблём был Delft, а его флаг-капитаном — Лауренс Керсебом. На нём он сражался во время Четырёхдневного сражения, но уже в первый день был вынужден перенести свой флаг на Groot Hollandia. Он также участвовал в рейде на Медуэй.
Как и его брат, Ян купил дорогой дом в Роттердаме, и заказал свой портрет у художника Бартоломеуса ван дер Хелста.
Во время Третьей англо-голландской войны Ян ван Нес на Ridderschap van Holland участвовал в сражении при Солебее. Зимой 1673 года он участвовал в организации обороны Роттердама против французов в ходе продолжавшейся в то время Голландской войны. После гибели вице-адмирала Йохана де Лифде в сражении при Текселе Ян ван Нес взял командование на себя на Maagd van Dordrecht — его флагманском корабле, начиная со сражения при Схооневелте — в эскадрe под командование своего брата, лейтенант-адмирала Арта ван Неса; 24 октября он был назначен вице-адмиралом как преемник де Лифде. Он был похоронен 6 июня 1680 года в Гроте Керк в Роттердаме.